# Stúfs þáttr
Stúfs þáttr blinda (o el Relato de Stúfs el ciego) es una historia corta islandesa (þáttr) muy entretenida y hábilmente tramada que trata sobre un islandés engreído llamado Stúfur Þórðarson que encuentra su lugar en la corte de Harald III de Noruega. La obra existe como relato independiente y también como una interpolación de las sagas reales.
Hay dos versiones Stúfs þáttr inn meiri y Stúfs þáttr inn skemmri.